# Henric de Dreux

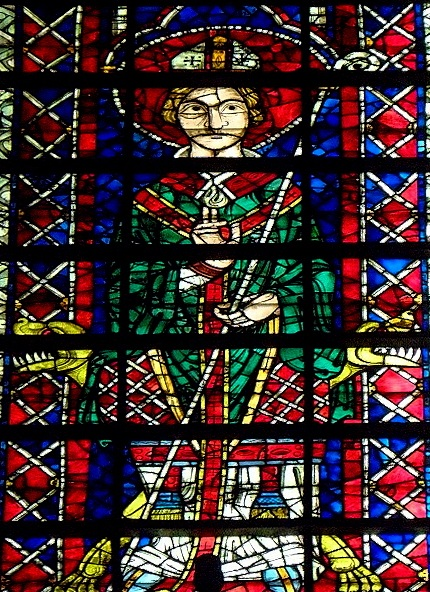

Henric de Dreux (n. 1193–d. 1240) a fost arhiepiscop de Reims de la 1227 până la moarte.
Henric era unul dintre fiii contelui Robert al II-lea de Dreux cu Iolanda de Coucy.
El a fost un constructor activ, însă politica de taxare locală pe care a promovat-o a provocat o răscoală în 1233.
Henric este comemorat pe una dintre ferestrele catedralei din Reims.